# La Nuit des suspectes
Pour plus de détails, voir Fiche technique et Distribution.
La Nuit des suspectes est un film français réalisé par Victor Merenda, sorti en 1960. Il s'agit d'une adaptation cinématographique de la pièce de théâtre Huit femmes de Robert Thomas.

## Synopsis
Un homme est retrouvé assassiné. Toutes les femmes qui vivaient avec lui se retrouvent suspectées : sa femme, ses filles, sa belle-mère, sa belle-sœur, la servante et la nurse des enfants...

## Fiche technique
- Titre original : La Nuit des suspectes
- Titre alternatif : Huit femmes en noir
- Réalisation : Victor Merenda
- Scénario : Frédéric Dard d'après la pièce Huit femmes de Robert Thomas
- Décors : Claude Bouxin
- Photographie : Quinto Albicocco
- Musique : Philippe-Gérard
- Montage : Georges Arnstam
- Sociétés de production : Gamma-Film, Société Parisienne d'Etudes Cinématographiques (Sopadec)
- Pays :  France
- Genre : policier
- Durée : 90 minutes
- Date de sortie : 
  - France : 30 août 1960

## Distribution
- Geneviève Kervine : Suzon Farnoux
- Christine Carère : Catherine Farnoux
- Elina Labourdette : Gaby Farnoux
- Béatrice Arnac : Mademoiselle Farnoux
- Yva Bella : Augusta
- Colette Régis : Mammy
- Anne Roudier : la nounou
- Guylaine Guy : la servante
- Yves Massard : l'inspecteur Duret